# Mielikki
Mielikki je finská bohyně lesa a lovu. 
Na její náladě závisí tvář lesa. Pokud má dobrou náladu, můžete ji potkat jako překrásnou vílu, ale ve špatné se prohání lesem v roztrhaných šatech a je se svojí družinou na divokém lovu. Jejím manželem je Tapio.
V Kalevale jí a jejímu manželovy nabízí hrdina Lemminkäinen zlato a modlitby, aby mu dopomohla chytit zlého ducha Elka.